# Dojinshi-cirkel

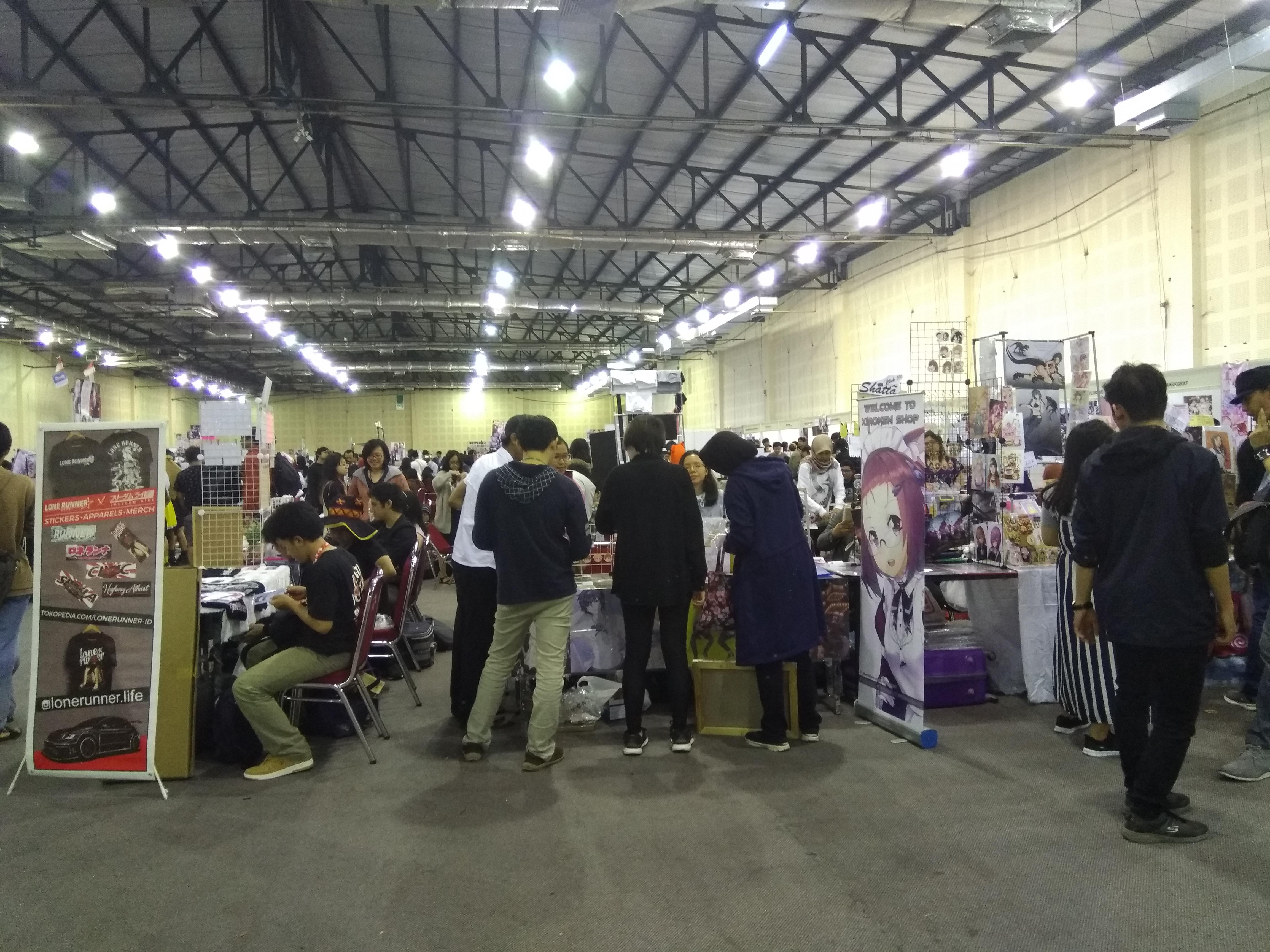
Dojinshi-cirkels

Een dojinshi-cirkel (of doujinshi-cirkel) is de naam voor een groep tekenaars die dojinshi maakt en publiceert. Dojinshi betekent "uitgave door mensen met dezelfde interesse", maar in 90% van de gevallen gaat het hier om stripboekjes (originele en fan-manga) die voor productiekosten en een beetje waardering worden verkocht.

## Dojinshi-cirkels in Nederland
In Nederland bestaan, op enkele uitzonderingen na, de dojinshi-cirkels uit samenwerkende leden. Zij stellen het als doel om (minstens) elk jaar een uitgave uit te brengen. De boekjes worden volledig zelfstandig, dus zonder tussenkomst van een uitgever, door de cirkel in productie genomen en verspreid. De taken van een cirkel lopen zeer uiteen. Naast dat de leden kunnen tekenen, hebben ze vaak ook verstand van zaken die te maken hebben met vormgeven, uitgeven en distribueren.

### Geschiedenis
In 2001 had een groep tekenaars de bekende dojinshi-cirkel Goldfish Factory opgericht. In Nederland was dit de eerste groep die grote faam kreeg. Sindsdien groeide de interesse voor dojinshi-tekenen enorm. De omvang van Goldfish Factory werd echter te groot om nog meer leden aan te nemen. Uit eigen initiatief van de overige geïnteresseerden richtten zij eigen cirkels op. Zo is midden 2004 Cheesecake Studio ontstaan, waarna vervolgens OpenMinded, Howling Riot en Neutral zijn opgekomen. Deze vier zijn zeer actief en brengen per jaar minstens één boekje uit. Anders dan voorheen namen ze een andere strategie voor het uitgeven. In de plaats van dat ieder tekenaar een boekje uitgeeft, wat Goldfish Factory deed, worden de verhalen in anthologieën samengebundeld. 
Onder de tekenaars die niet in een dojinshi-cirkel zitten groeit de interesse voor zelfpublicaties nog meer. Als gevolg hiervan zijn er in de afgelopen jaren vele cirkels bijgekomen. Niet iedereen had echter het engagement goed ingeschat en hierdoor zijn  enkele cirkels weer gelijk uit elkaar gegaan.

### Belangrijkste cirkels
Hier volgt een overzicht van dojinshi-cirkels in Nederland.
- Goldfish Factory werd opgericht in 2001. Haar eerste twee producties, getiteld "OranDojin" 1 & 2, werden als jaarlijkse special bij het tijdschrift AniWay geleverd. Goldfish produceerde voornamelijk dunne, geniette boekjes met origineel werk van één tekenaar. Toptitels van Goldfish waren ‘Ray!’, ‘TNT Unit’ en ‘Orandojin’. Na zes jaar te hebben bestaan ging de cirkel uit elkaar. Desondanks gaan enkele leden verder met het tekenen en uitgeven van dojinshi.
- Cheesecake Studio is opgericht in juli 2004, omdat Goldfish Factory aangaf geen leden meer aan te nemen en om op een alternatieve wijze van Goldfish Factory te werken. Deze cirkel produceert voornamelijk anthologieën met een mix van fan- en origineel werk van alle leden samengebundeld tot een 100- à 200-pagina dikke pocket. In nieuwere uitgaven gaat ze steeds meer de richting op van origineel werk. Doorlopende series zijn ‘Okashi’, ‘Apple0 (shonen) en ‘Strawberry’ (shojo). Momenteel 14 leden. Naast het uitgeven is Cheesecake studio ook actief met alles wat te maken heeft met dojinshi.
- OpenMinded is opgericht in december 2004, met als initiatief een gat in de dojinshi-wereld in Nederland te vullen; namelijk dat van shounen ai en shoujo ai. Niet alle publicaties volgen dit thema, maar de insteek is dat bijna alles mag en alles kan waardoor de meeste pockets van deze cirkel een leeftijdsaanduiding van 16+ hebben. OpenMinded produceert bundels van 70- a 250-pagina’s waarin werk van alle leden staat. Ze wisselt producties af tussen gewone anthologieën en genre-compilaties, zoals ‘Apocrypha’ met dark fantasy en 'Alien' met sciencefiction. De meeste verhalen zijn ‘origineel’ werk (eigen karakters).
- Neutral is een 5- leden tellende cirkel, opgericht in 2005. Het richtte zich voornamelijk op fan-werk van de Japanse cirkel Clamp (Card Captor Sakura, Chobits) maar richt zich tegenwoordig meer op originele verhalen. Neutral heeft tot nog toe elf bundels met werk van haar leden op haar naam, waarvan ‘Swimsuit Maniaxxx’ en ‘In de Schaduw’ de nieuwste uitgave uit 2009 zijn.
- Howling Riot brengt originele shonen-manga uit van zowel Nederlandse als internationale leden in samenwerking. Hun eerste verhalenbundel ‘Howling Riot volume 1’ bevat de eerste hoofdstukken van hun mangaseries, plus een paar korte strips en artikelen. Naast manga ontwikkelt Howling Riot ook originele merchandise. Omdat Howling Riot zich richt op shonen en Neutral op shojo, worden zij als broer-en-zus-cirkel gezien.
- Tea Tales is een doujinshi circle die zicht richt op originele verhalen van grote variatie. De genres variëren van drama, humor, romantiek. Tea Tales begon als Tea Leaf in 2007, de naamsverandering was in 2008. De groep heeft tegenwoordig zeven die ieder hun eigen teken stijl hebben en hun verhalen graag vertellen door middel van strips.

Nieuwe cirkels die in 2007 hun debuut hebben uitgegeven zijn: Pet me, .HKU// en Sillent Kill.
Nieuwe cirkels die 2009 hun debuut hebben uitgegeven zijn Tomodachi Works en Celestial.

### Andere dojinshi-groepen
Groepen die niet tot een cirkel behoren, zijn:
- Blend is een samenwerkingsinitiatief van solo-artiesten om op animeconventies hun werk te kunnen verkopen onder één vlag. Artiesten die hieraan meewerken zijn: Dreamchaser, Tyara, Whitevillage en Okama.
- Hadaka is een dun tijdschrift voor een volwassen publiek.
- Mangafique was een spontaan initiatief van verschillende personen uit de Nederlandse dojinshi-wereld, om met alle cirkels gezamenlijk op de ‘gewone’ Nederlandse stripbeurzen te kunnen staan, als eerste op de Stripdagen Houten, 2006. Daarna waren ze ook aanwezig op de stripbeurs in Rijswijk, 2007.